# 19-2000
«19-2000» es un sencillo del álbum de estudio debut de Gorillaz y segundo sencillo del álbum.  Es de las pocas canciones donde Noodle es acreditada de vocales. En el videojuego FIFA 2002, y en el programa del Channel 4, 100 Greatest Kids' TV; se encuentra el "remix" de la canción, «Soulchild Remix».

## Antecedentes
El sencillo alcanzó la posición #6 en el Reino Unido, y alcanzó el #1 en Nueva Zelanda. La canción es notable por su letra en el coro: "get the cool shoeshine".
El sencillo lanzado fue acompañado por una nueva versión de la canción, llamado como el "Soulchild Remix", que fue producido por los productores musicales Damien Mendis y Stuart Bradbury. Mendis fue el que preguntó que si el remix pueda ser una canción fuera del álbum con la esperanza que si pudiera tener un crossover  potencial, en la misma manera como el "Ed Case Remix" de "Clint Eastwood"  Mendis fue el que le dio las copias de todos los demos y canciones finalizadas del álbum, siendo dicho a "escoger una canción que tú puedas producir, un remix o cualquier cosa dentro de un sencillo". Mendis estaba inseguro de cual canción iba a producir, y solo cuando le dijeron que Jamie Hewlett estaba trabajando para el video de "19-2000", donde él había tomado esa decisión. El remix aparece para utilizarse en los tambores de "Sing A Sample Song" por Sly & the Family Stone.

## Vídeo musical
El vídeo que fue dirigido por Jamie Hewlett y Pete Candeland, es una animación de 2-D en 3-D. En el vídeo presentan a los Gorillaz conduciendo en su jeep (mencionado en el episodio de los Gorillaz de MTV Cribs) solos en una retorcida autopista, encontrándose con un loop y un OVNI asesino, cuando Murdoc no decide tomar una salida hacia una iglesia y un alce gigante. Murdoc intenta explotar el alce con un par de misiles, pero el alce estornuda justo antes del impacto, haciendo que los misiles se dirijan al auto, haciendo que explote y deslice por la autopista en llamas.

## Lista de canciones
- CD (CDR6559)

1. «19-2000»
2. «19-2000» (Soulchild Remix)
3. «Left Hand Suzuki Method»
4. «19-2000» (video)

- «12» (12R6559)

1. 19/2000
2. «Left Hand Suzuki Method»
3. «19/2000» (The Wiseguys House of Wisdom remix)

- «MC» (TC6559)

1. «19/2000»
2. «19/2000» (Soulchild remix)
3. «Hip Albatross»

## Videoclip
En el video se muestra a Gorillaz en el jeep de la portada del álbum en la carretera fuera de kong studios haciendo piruetas, pasando por un gigantesco loop donde Noodle canta pocas veces perseguidos por aliens y amenazados por un alce gigante al que le lanzan misiles pero este estornuda y se los devuelve destruyendo el jeep.
Entre la versión original y el remix no hay diferencia aparte de algunos cortes para la sincronización.

## Posicionamiento en listas
| Listas                          | Mejor posición |
| ------------------------------- | -------------- |
| New Zealand Singles Chart       | 1              |
| UK Singles Chart                | 6              |
| US Billboard Modern Rock Tracks | 23             |
| Swedish Singles Chart           | 24             |
| German Singles Chart            | 29             |
| Australian Singles Chart        | 39             |
| Belgian Singles Chart           | 30             |
| Dutch Singles Chart             | 42             |